# Война на петата коалиция
Война на петата коалиция (на френски: La guerre de la Cinquième Coalition) се нарича една от Наполеоновите войни. Тя се води през 1809 г. между Франция от една страна, поддържана от своите сателити, както и от Русия и Прусия, и Австрия от друга, подкрепяна от Великобритания, Швеция и въстаналите против Наполеон испанци и португалци. Завършва с поражение на Австрия и неизгоден за нея договор в Шонбрун.

## Ситуацията към 1809 г.
Войната на петата коалиция е третата война между Франция и съперниците ѝ, откакто Наполеон Бонапарт се провъзгласява за император (2 декември 1804 г.). В предишните войни той умело се справя с коалиции с превъзхождаща сила – третата (1805) и четвъртата (1806 – 1807). Неутрализирани са традиционните Велики сили на епохата като Австрия, Прусия и Русия. Първите две – с унизителни поражения, докато с Русия през лятото на 1807 г. се сключва Тилзитският договор. Отношенията между Франция и Русия са по-скоро равноправни, въпреки че руският цар Александър I е принуден доста неохотно да се присъедини към Континенталната блокада против Великобритания. Той е несигурен и своенравен съюзник, но подкрепя Наполеон, както изисква договорката им.
Великобритания остава единственият принципен враг на Първата империя. След Амиенския договор от 1802 г. тя не се присъединява вече към никакви споразумения с Наполеон. Възползва се от безпомощното състояние на старите колониални сили Испания и Нидерландската република, за да завземе някои от владенията им в Америка, Африка и Азия. Освен това подклажда съпротива срещу французите сред фанатизираното католическо население на Португалия и Испания. Така, без самата тя да е очаквала това, там се формира център на напрежение, който постепенно изтощава силите на Франция. Когато Португалия отказва да участва в Континенталната блокада, Наполеон изпраща против нея армията си. За да подсигури тила си, през 1808 г. сваля Бурбоните от испанския престол и ги заменя с нов крал – собствения си брат Жозеф Бонапарт. Испанците отвръщат с въстание, което обхваща цялата страна и засмуква нови и нови наполеонови армии. Такава е ситуацията, от която австрийският император Франц І (бившият император на Свещената римска империя Франц ІІ) решава да се възползва, за си върне изгубените по-рано земи и престиж.

## Ход на военните действия

### Подготовката на Австрия
Най-тежкият удар по самочувствието на Австрия съгласно Пресбургския договор от 1805 г. е загубата на Тирол – провинция лоялна на Хабсбургите. Получава го Бавария, но тиролците започват въоръжена борба, която все още продължава през 1809 г. Недоволство във Виена предизвиква и трудният излаз на море, до голяма степен блокиран от създаденото Кралство Италия – френски сателит. Ето защо в мирния период Австрия прави големи усилия да се превъоръжи и да създаде нови силни армии. В плановете си тя разчита на съдействие от страна на тиролците и на евентуално въстание в цяла Германия. Неслучайно австрийците обявяват, че войната е за освобождение на Германия от френското господство. Дипломацията постига съюз с Великобритания, но не успява да привлече в петата коалиция Прусия и Русия. Тази дейност не остава тайна за френското разузнаване и Наполеон също се подготвя за войната.
В Австрия се извършва голяма военна реформа, чиято цел е, копирайки принципите на революционна Франция, да се създаде наборна армия. Появяват се нов тип териториални войски (Ландвер), което прави възможно империята да разполага със 700 000 войници. Този огромен потенциал обаче е проигран от нетърпението на управляващите да започнат войната преди реформата да е приключена.

### Битките при Екмюл и Асперн-Еслинг
През февруари 1809 г. австрийците предприемат недвусмислени враждебни действия чрез основната си армия – 200 000 души, командвани от ерцхерцог Карл. Той напредва по Дунав, тоест през вражеската Бавария, за да не позволи на французите да се концентрират. Наполеон обаче успешно събира силите си в Регенсбург (също 200 000 войници) и пресреща Карл при селцето Екмюл. Битката, водена главно от корпусана маршал Даву, завършва с френска победа, което води до падането на Виена на 13 май. Възползвайки се от това, Наполеон издава Виенския декрет, с който лишава папата от светска власт и анексира земите му. По негова заповед са построени два моста през дунавския остров Лобау и част от Великата армия го преминава, заемайки позиции при селата Асперн и Еслинг. Тогава обаче водите се вдигат поради пролетното снеготопене и мостът става неизползваем. Преди да се прехвърлят и останалите наполеонови войски, австрийците атакуват. След двудневна битка французите са принудени да се изтеглят обратно. В нея загива и добрият приятел на Наполеон, маршал Жан Лан.

### Битка при Ваграм
Основна статия: Битка при Ваграм
В това време става ясно, че надеждите на австрийците за въстание в Германия са напразни. Въпреки че има недоволство, Рейнската конфедерация остава на страната на Наполеон, а Прусия заема неутрална позиция. Докато чака да спаднат водите, френският император нарежда да се построи нов мост, но на 11 км надолу по течението, срещу град Енцерсдорф. На 5 юли Великата армия се прехвърля на левия бряг и се насочва срещу Карл. Битката се започва на следващия ден на височините при Ваграм (малко село в района), където австрийците са създали укрепени позиции. При изравнени сили след 12-часови усилия Наполеон успява да отблъсне австрийската армия, която отстъпва в добър ред в посока към Чехия. Проявявайки разум, той се отказва от преследване, за да пощади изморените си войници. Въпреки всичко победата при Ваграм е достатъчна, за да е ясно кой е победител във войната.

### Други военни театри
В Италия ерцхерцог Йохан воюва срещу доведения наполеонов син Йожен Боарне. Австрийците имат надмощие и печелят битката при Сачиле, но това е без значение за хода на войната. Военни действия се водят и между Австрия и Варшавското херцогство. Поляците, начело с Юзеф Понятовски успешно отразяват австрийската инвазия, още повече, че и Русия неохотно ги подкрепя, спазвайки ангажиментите си по Тилзитския договор. По-малка кампания се провежда в Саксония, а в Холандия англичаните опитват да направят десант и да отклонят част от френските сили.

## Мирният договор
Още през юли ерцхерцог Карл предлага примирие, но условията на френския император са тежки и преговорите навлизат в задъдена улица. Първоначално той иска да принуди Франц да абдикира и да разбие империята му на старите съставни части. С времето става ясно, че ситуацията не може да се промени и на 14 октомври 1809 г. е сключен мирният договор от двореца Шонбрун (известен като Шонбрунски или Виенски договор). Австрия е сериозно орязана, отстъпвайки Залцбург на Бавария и т. нар. Илирийски провинции на Франция. По този начин тя губи излаза си на море. Западна Галиция е отстъпена на Варшавското херцогство, а Тарнопол – на Русия. Като цяло Австрия изгубва 400 000 поданици. Унижението на Австрия продължава с това, че трябва да признае Жозеф Бонапарт за испански крал, да плати голяма контрибуция и да свие армията си до 150 000 души (което тя не изпълнява). Задължена е също да се присъедини към Континенталната блокада.